# Tetranchyroderma australiense
Tetranchyroderma australiense är en djurart som tillhör fylumet bukhårsdjur, och som beskrevs av Nicholas och Todaro 2006. Tetranchyroderma australiense ingår i släktet Tetranchyroderma och familjen Thaumastodermatidae. Inga underarter finns listade i Catalogue of Life.